# Педроган-Пекену
Педроган-Пекену (порт. Pedrógão Pequeno; МФА: [pɨ.ˈdɾɔ.gɐ̃w pɨ.ˈke.nu]) — парафія в Португалії, у муніципалітеті Сертан. Розташована в східній частині країни, на теренах історичної португальської провінції Бейра. Входить до складу округу Каштелу-Бранку. За адміністративним поділом, чинним до 1976 року, терени парафії були складовою провінції Нижня Бейра. Належить до Порталегрівсько-Каштелу-Бранківської діоцезії Католицької церкви. Патрон — Іван Хреститель. Площа — 36,8569 км². Населення — 753 ос. (2011). Слабо урбанізований регіон. Густота населення — 20,43 осіб/км²
. Код — 050911.

## Населення
| Кількість мешканців | Кількість мешканців | Кількість мешканців | Кількість мешканців | Кількість мешканців | Кількість мешканців | Кількість мешканців | Кількість мешканців | Кількість мешканців | Кількість мешканців | Кількість мешканців | Кількість мешканців | Кількість мешканців | Кількість мешканців | Кількість мешканців |
| ------------------- | ------------------- | ------------------- | ------------------- | ------------------- | ------------------- | ------------------- | ------------------- | ------------------- | ------------------- | ------------------- | ------------------- | ------------------- | ------------------- | ------------------- |
| 1864                | 1878                | 1890                | 1900                | 1911                | 1920                | 1930                | 1940                | 1950                | 1960                | 1970                | 1981                | 1991                | 2001                | 2011                |
| 1 500               | 1 496               | 1 542               | 1 791               | 1 923               | 1 971               | 1 880               | 2 007               | 1 982               | 2 128               | 1 597               | 1 403               | 1 185               | 916                 | 753                 |